# Jean-Louis Lully
Jean-Louis Lully fue un músico francés nacido en París el 24 de septiembre de 1667 y muerto en París el 23 de diciembre de 1688. Era el hijo menor de Jean-Baptiste Lully.
En 1687 sucedió a su padre como superintendente de la música y compositor de la cámara del rey. Participó con su hermano Louis en la composición de Zéphire et Flore (Tragédie en musique, 1688) y escribió la partitura de Orontée el mismo año.